# Sergei Viktorovich Skripal
Sergei Viktorovich Skripal (tiếng Nga: Серге́й Ви́кторович Скрипаль, sinh ngày 23 tháng 6 năm 1951) là một cựu đại tá tình báo quân đội Nga đã hoạt động như là một điệp viên nhị trùng cho tình báo Anh từ giữa thập niên 1990 tới đầu thập niên 2000. Vào tháng 12 năm 2004, ông bị Tổng cục An ninh Liên bang Nga (FSB) bắt giữ và sau đó bị truy tố, kết tội phản quốc và bị xử tù. Ông di cư sang Anh sinh sống vào năm 2010 sau khi được thả ra trong thỏa hiệp trao đổi các gián điệp đổi lấy các gián điệp Nga trong mạng lưới Illegals Program.
Vào ngày 4 tháng 3 năm 2018, Skripal và con gái của ông, Yulia, người đến thăm ông từ Moscow, bị đầu độc bằng một chất độc thần kinh. Tính đến  ngày 9 tháng 3 năm 2018, sức khỏe của họ vẫn trong tình trạng nghiêm trọng tại bệnh viện cấp huyện Salisbury. Vụ đầu độc được điều tra như là một vụ mưu sát.
Tới ngày 29 tháng 3 năm 2018, Yulia thoát cơn nguy kịch, tỉnh lại và có thể nói chuyện trở lại. Một tuần sau, ngày 6 tháng 4 năm 2018, Sergei cũng thoát cơn nguy kịch và xuất viện vào ngày 18 tháng 5 năm 2018.

## Tiểu sử
Skripal sinh ngày 23 tháng 6 năm 1951 ở Kaliningrad, thuộc Cộng hòa Xã hội chủ nghĩa Xô viết Liên bang Nga. Bố ông là chủ thầu xây dựng cải tạo đất, còn mẹ ông là thành viên Hội đồng Hạ viện. Ông lớn lên tại thị trấn Ozyorsk.
Skripal phục vụ trong tình báo quân đội Nga (GRU) và giữ vị trí đại tá tới khi nghỉ hưu vào năm 1999. Theo các công tố viên Nga, ông bắt đầu làm việc cho MI6 của Anh Quốc vào năm 1995 và đã tiết lộ các bí mật nhà nước như danh tính của các điệp viên tình báo Nga. Sau khi nghỉ hưu, ông làm việc tại Bộ phận Hộ gia đình của Bộ ngoại giao Nga, tiếp tục làm việc cho MI6. Tháng 8 năm 2007, FSB cho biết, người tuyển dụng Skripal cho tình báo Anh là Pablo Miller, người năm 1995 tự cho là Antonio Alvarez de Hidalgo. Ông nghỉ hưu từ Bộ Ngoại giao vào năm 2003.
Tháng 12 năm 2004, Skripal bị bắt ở Nga và bị buộc tội "tội phản quốc dưới hình thức gián điệp". Các công tố viên ban đầu đề nghị mức án 15 năm tù - cuối cùng Skripal bị kết án 13 năm tù, trong trường hợp được giảm nhẹ tội chẳng hạn do ông đã hợp tác với các nhà điều tra. Vụ việc không được công khai cho công chúng cho đến khi ông ta bị kết án vào tháng 8 năm 2006. Các luật sư của Skripal kháng cáo.
Tháng 7 năm 2010, Skripal cùng với ba người Nga khác bị giam giữ vì gián điệp, được thả ra như là một phần của một cuộc trao đổi gián điệp cho 10 điệp viên Nga trong mạng lưới gọi là Illegals Program bị bắt tại Hoa Kỳ, sau khi được Tổng thống Nga Dmitry Medvedev ân xá. Chính phủ Anh đã nằng nặc đòi Skripal phải có trong danh sách này. Vào thời điểm trao đổi tù nhân, ông Vladimir Putin, cựu Tổng thống Nga lúc đó, cho biết trong một cuộc phỏng vấn trên truyền hình rằng: "Những kẻ phản bội sẽ nghẻo thôi, tin tôi đi, những người này đã phản bội bạn bè, chiến hữu của họ. Bất kể họ đã đổi chác thứ gì, những 30 mảnh bạc họ đã được cung cấp, chúng sẽ bóp chết họ. " 
Sau khi bị nghi ngờ ngộ độc vào năm 2018, chi tiết nổi lên về cuộc đời của ông sau khi ông được thả ra, nổi lên. Ông đã dọn đến Salisbury, Wiltshire, nơi ông mua một ngôi nhà vào năm 2011. Được biết, Skripal được người dân địa phương ưa thích và là khách thường xuyên đến một câu lạc bộ xã hội trong khu vực.
Vợ của Skripal qua đời vào năm 2012 vì ung thư nội mạc tử cung lan ra. Con trai của ông qua đời vào một chuyến thăm Saint Petersburg, Nga vào năm 2017, và anh trai ông cũng chết hai năm trước khi Skripal bị đầu độc. Cả vợ và con trai ông đều được chôn cất trong nghĩa địa của Salisbury.

## Vụ đầu độc

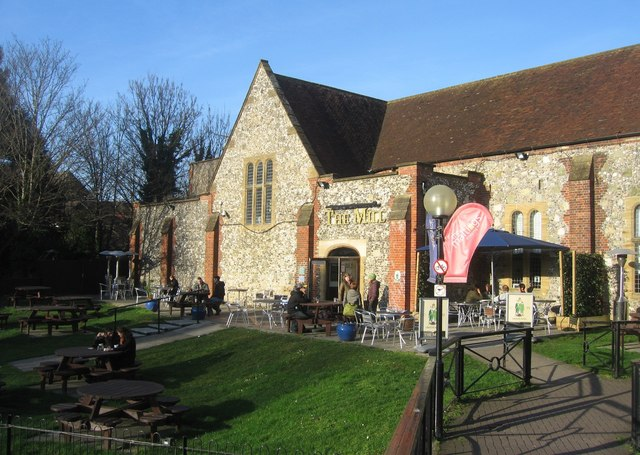
The Mill pub nơi Skripal tới trong ngày ông bị đầu độc.

Vào ngày 4 tháng 3 năm 2018, Skripal và con gái của ông, Yulia, người đến thăm ông từ Moskva, được một bác sĩ và một người y tá tìm thấy trong tình trạng bất tỉnh trên băng ghế công cộng gần 1 trung tâm mua sắm ở Salisbury. Nhân viên cứu thương đã mang họ tới bệnh viện cấp huyện Salisbury, nơi họ được chuẩn bệnh là bị đầu độc bởi chất độc thần kinh. Theo sau sự cố, cơ quan y tế đã khám sức khỏe cho 21 người của bộ phận cấp cứu và người dân thường. Ba cảnh sát viên tham dự hiện trường cũng được điều trị tại bệnh viện, một người, Nick Bailey, trong tình trạng nghiêm trọng. Skripal và con gái ông bị bệnh rất trầm trọng, trong khi Bailey tuy cũng bệnh nặng nhưng sức khỏe ổn định.
Vào ngày 6 tháng 3, nhóm Chống Khủng bố của Cơ quan Cảnh sát Thủ đô tiếp quản cuộc điều tra của Cảnh sát Wiltshire.
Vào ngày 12 tháng 3 năm 2018, thủ tướng Theresa May cho biết chất độc thần kinh được dùng là chất Novichok do Nga làm ra và đòi hỏi một lời giải thích từ chính phủ Nga.

### Phản ứng
Vào ngày 14 tháng 3 năm 2018, sau khi  nhận được câu trả lời không thỏa đáng.Theresa May công bố chính quyền Anh sẽ đuổi 23 viên chức ngoại giao Nga để đáp trả lại cuộc đầu độc.